# Amazophrynella
Amazophrynella é um gênero de anfíbios da família Bufonidae que representa um complexo de espécies crípticas. O género se encontra distribuído na Bolívia, Peru, Equador, Colômbia, Venezuela, Suriname, Guiana, Guiana Francesa e Brasil. São espécies diurnas e crepusculares pouco estudadas em sentido ecológico. Morfologicamente apresentam caracteres diagnósticos subtis, o canto de acasalamento ainda são desconhecidos, execto de A. javierbustamantei  . 
As seguintes espécies são reconhecidas:
- Amazophrynella bokermanni (Izecksohn, 1994)
- Amazophrynella manaos Rojas, de Carvalho, Gordo, Avila, Farias & Hrbek, 2014
- Amazophrynella minuta (Melin, 1941)
- Amazophrynella vote Ávila, Carvalho, Gordo, Kawashita-Ribiero & Morais, 2012
- Amazophrynella amazonicola Rojas, de Carvalho, Gordo, Avila, Farias & Hrbek, 2015
- Amazophrynella matses[3]
- Amazophrynella javierbustamantei[2]